# Воленталь
Воленталь (пол. Wolental, нім. Kleinwollental) — село в Польщі, у гміні Скурч Староґардського повіту Поморського воєводства.
Населення — 576 осіб (2011).
У 1975-1998 роках село належало до Гданського воєводства.

## Демографія
Демографічна структура станом на 31 березня 2011 року:
|          | Загалом | Допрацездатний вік | Працездатний вік | Постпрацездатний вік |
| -------- | ------- | ------------------ | ---------------- | -------------------- |
| Чоловіки | 300     | 64                 | 216              | 20                   |
| Жінки    | 276     | 59                 | 168              | 49                   |
| Разом    | 576     | 123                | 384              | 69                   |